# Elisa Serment
Elisa Serment née le 10 juin 1865 à Anzin dans le Nord-Pas-de-Calais (France) et morte le 10 mai 1957 à Lausanne en Suisse est une pionnière féministe suisse.

## Biographie
Fille de Jacques Auguste, ingénieur, et d'Adèle Francillon, elle grandit en France. Elle suit une formation d'infirmière et travaille pour l’église à Lausanne. En 1896, elle est cofondatrice et puis présidente de l'Union des femmes de Lausanne (1903-1909) et elle participe à la mise sur pied de la Fédération des Unions des femmes du canton de Vaud en 1906.
Cofondatrice de l'Association vaudoise pour le suffrage féminin en 1907. secrétaire (1904-1907) puis vice-présidente (1908-1910) de l'Alliance de sociétés féminines suisses (ASF), responsable des commissions de presse (1910-1915) et d'éducation nationale (1927-1934), elle représente l'ASF auprès de la première assemblée du Conseil international des femmes à Berlin en 1904.
Dans le Canton de Vaud, elle œuvre en tant que présidente de l'Union des femmes de Lausanne (1903 à 1909) et membre de la Ligue vaudoise contre la tuberculose où elle travaille avec le médecin suisse d'origine russe Charlotte Olivier. Elle rallie à cette cause de nombreuses femmes dont les épouses des pasteurs vaudois auxquelles elle envoie en octobre 1912 un argumentaire détaillé. Son engagement féministe et suffragiste fait d'elle une figure à l'envergure régionale, nationale et internationale.
Elle organise les Journées éducatives de Lausanne et est membre du comité du Mouvement féministe. Elle s'occupe beaucoup de la Ligue sociale d'acheteurs.
En 1914, Elisa Serment ouvre un cycle de six conférences organisées par la Société académique de Lausanne.
Première femme nommée au Conseil de l’Église libre de Lausanne en 1925, membre de sa commission sociale et déléguée à plusieurs occasions au synode de cette Église, elle rédige des articles pour la Gazette de Lausanne et elle écrit aux municipalités vaudoises pour leur rappeler le droit des citoyennes à siéger dans les commissions scolaires.
Le 14 janvier 1914, Marc Vaucher cite un éloge paru dans la Gazette de Lausanne : « Mlle Serment est une des personnalités les plus actives du mouvement féministe suisse. Sa vive intelligence, son ardente conviction toujours contrôlée par un bon sens parfait, son exquise urbanité, sa facilité d'élocution donnent à ses causeries un attrait et un charme extraordinaire. »
Une maladie de cœur l'oblige à restreindre ses activités sociales.
Elle meurt à Lausanne le 10 mai 1957 à l'âge de 92 ans.